# Okręg Matanuska-Susitna
Okręg Matanuska-Susitna (ang. Matanuska-Susitna Borough) – okręg w Stanach Zjednoczonych położony w stanie Alaska. Siedziba okręgu znajduje się w mieście Palmer. Utworzony w roku 1964. Okręg wchodzi w skład tzw. obszaru statystycznego metropolii Anchorage (ang. Anchorage Metropolitan Statistical Area).
Zamieszkany przez 88 995 osób. Największy odsetek ludności stanowi ludność biała (84,9%). Rdzenni mieszkańcy stanowią 5,5% całej populacji.

## Miasta
- Houston
- Palmer
- Wasilla

## CDP
- Big Lake
- Buffalo Soapstone
- Butte
- Chase
- Chickaloon
- Eureka Roadhouse
- Farm Loop
- Fishhook
- Gateway
- Glacier View
- Knik-Fairview
- Knik River
- Lake Louise
- Lakes
- Lazy Mountain
- Meadow Lakes
- Petersville
- Point MacKenzie
- Skwentna
- Susitna
- Susitna North
- Sutton-Alpine
- Talkeetna
- Tanaina
- Trapper Creek
- Willow